# バズラマ
バズラマ(Bazlama)は、単層で平たく円形の発酵パンであり、トルコで食べられる。厚さ2cm程度、直径10-25cm程度のサイズである。
小麦粉、水、食塩、パン用酵母から作るフラットブレッドで、材料を混ぜ合わせて2-3時間発酵させた後、パン生地を200-250gに分けて丸め、好みの厚さまで延ばしてホットプレートで裏返しながら焼く。焼きたてを食べるものであり、賞味期限は保存条件によって数時間から数日である。